# Hrejkovice
Hrejkovice település Csehországban, Píseki járásban. Hrejkovice Zbelítov, Hrazany, Kovářov, Milevsko és Kostelec nad Vltavou településekkel határos. Lakosainak száma 515 fő (2024. január 1.).

## Népesség
A település lakosságának változását az alábbi diagram mutatja:
| Lakosok száma | 1137 | 1088 | 1040 | 743  | 581  | 475  | 472  | 478  | 469  | 515  |
|               | 1869 | 1900 | 1921 | 1961 | 1980 | 2011 | 2016 | 2019 | 2021 | 2024 |